# The Conglomerate
The Conglomerate, anciennement Flipmode Squad, est un groupe de hip-hop américain, originaire de New York. Le groupe est fondé en 1996 et dirigé par Busta Rhymes.

## Biographie
Flipmode Squad se compose initialement de Baby Sham, Lord Have Mercy, Rampage, Rah Digga, et de Spliff Star, et apparaît pour la première fois dans l'album The Coming de Busta Rhymes en mars 1996,.
Le premier album de Flipmode, The Imperial, est publié le 1er septembre 1998, tandis que Rampage et Rah Digga enregistrent en solo. L'album atteint la 15e place du Billboard 200 et la troisième place des R&B Albums. L'album Scouts Honor...by Way of Blood de Rampage est publié en 1997 et présenté dans le loyal cut de Flipmode, Flipmode Iz da Squad. Rah Digga publie son album solo Dirty Harriet en 1999, et son groupe apparaît sur le titre Just for You. Signé au label J Records en 2000, Lord Have Mercy quitte Flipmode Squad pour se consacrer à sa carrière en solo, sentant que Busta l'empêchait d'avancer,.
Le groupe publie son second album, The Rulership Movement le 10 septembre 2002. En 2011, Flipmode Squad devient The Conglomerate. En 2012, le groupe publie une nouvelle mixtape Catastrophic.

## Discographie

### Albums studio
- 1998 : The Imperial
- 2002 : The Rulership Movement

### Compilation
- 1996 : Flipmode Remixes

### Mixtapes
- 2002 : Arsenal for the Streets Pt. 1
- 2003 : Arsenal for the Streets Pt. 2 (The Full Court Press)
- 2007 : The Facelift Pt. 1
- 2007 : The Full Course Meal
- 2012 : Catastrophic